# 纳奇兹人

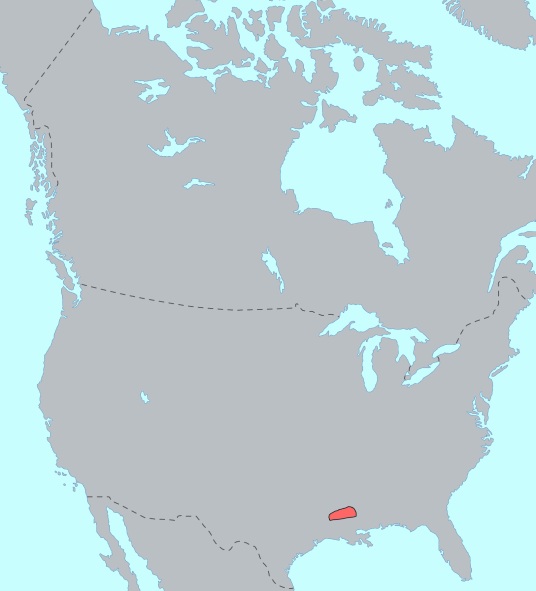
与欧洲人接触前纳奇兹人的分布

纳奇兹人（Natchez /ˈnætʃəz/）是一个美洲原住民族。他们最初居住在密西西比河谷下游的纳奇兹布拉夫斯地区，靠近现今美国密西西比州的纳奇兹市。他们的语言没有已知近亲，但可能与克里克邦联的马斯科吉语族有很远的关系。一位早期的美国地理学家在他1797年的地名辞典中指出，他们也被称为“日落印第安人”。 
纳奇兹文化是唯一一个从欧洲殖民时期幸存下来的具有复杂酋长国特征的密西西比文化，并以此闻名。东南部的其他密西西比社会大多在与西班牙帝国或其他新移民接触后不久经历了重大转变。纳奇兹文化还因独特的贵族阶级制度和外婚制习俗而闻名。这是一个母系氏族社会，血统按女性血统计算。被称作“大太阳”的最高酋长永远是“女太阳”的儿子，而“女太阳”的女儿将是下一个“大太阳”的母亲，以此确保单一“太阳“家系对酋长领地的控制。关于纳奇兹社会制度最初的运作方式，民族学家尚未达成共识。
1731 年，在与法国的几次战争之后，纳奇兹被击败。大多数被俘的幸存者被运往法属圣多明戈作为奴隶贩卖。其他人则向其他部落避难，例如马斯科吉的奇克索和克里克，以及说易洛魁语的切罗基人。如今大多数纳奇兹家庭和社区都在俄克拉荷马州，隶属于联邦承认的切罗基和马斯科吉（克里克）部落。南卡罗来纳州承认两个纳奇兹社区。

## 史前时期

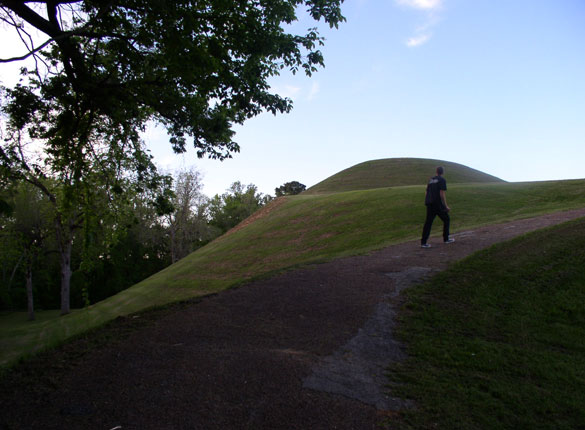
翡翠丘

在纳奇兹文化前，该地区属于普拉克明原住民文化，这是更大的史前密西西比文化的一部分，延伸到密西西比河谷下游及其支流。它最大的中心位于今天伊利诺伊州的卡霍基亚，靠近伊利诺伊河、密苏里河和密西西比河的交汇处。此文化因社会等级森严、建筑复杂的土木工程和平台土墩，以及大量种植玉米而闻名。
考古证据表明，至少早在公元700年，纳奇兹布拉夫斯地区就已出现普拉克明文化（一个高度发展的科尔斯克里克文化）。 纳奇兹布拉夫斯位于现今密西西比州的密西西比河东侧。在史前晚期，大约在1500年左右，普拉克明人占领了从北部的大黑河到南部的霍莫齐托河附近的领土。 普拉克明人建造了许多平台土墩，包括翡翠丘——北美墨西哥以北第二大前哥伦布时期建筑。翡翠丘是一个重要的仪式中心。
纳奇兹人也曾使用翡翠丘，但他们在1700年之前放弃了该地址。他们的权力中心转移到了纳奇兹大村庄。大村庄内有三到五个平台土墩。 
到1700年，纳奇兹人的领地仅覆盖了北部的仙童河和南福克科尔斯河到南部的圣卡特琳河之间的区域。该地区大约是现今密西西比州亚当斯县的北部。 

## 原始时期
欧洲对纳奇兹人最早的记载可能来自西班牙远征时期赫尔南多·德·索托的日志。 1542年，德·索托的探险队在密西西比河东岸遇到了一个强大的酋长国。当地消息来源称它为“奇戈尔丹”，以最高酋长的名字命名。学者尚未确定这个酋长国是否是当时处于优势地位的纳奇兹酋长国的翡翠时期（1500-1680） 。探险队很快与当地人起了暴力冲突，当地人用独木舟袭击追赶西班牙人。 此后140多年，欧洲没有再与当地人进一步接触，但当地人遭遇了由其他美洲原住民从欧洲商人那里间接传播的传染病流行病。这些因素和其他类似入侵事件严重减少了当地人口。到历史时期，地方权力中心已经转移到纳奇兹大村庄。 

## 与法国接触时期

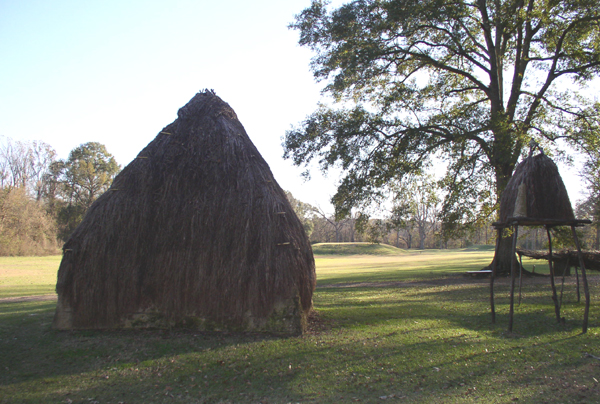
平台土墩（远景）和纳奇兹大村庄内重建的黏合木板条制成的房屋。

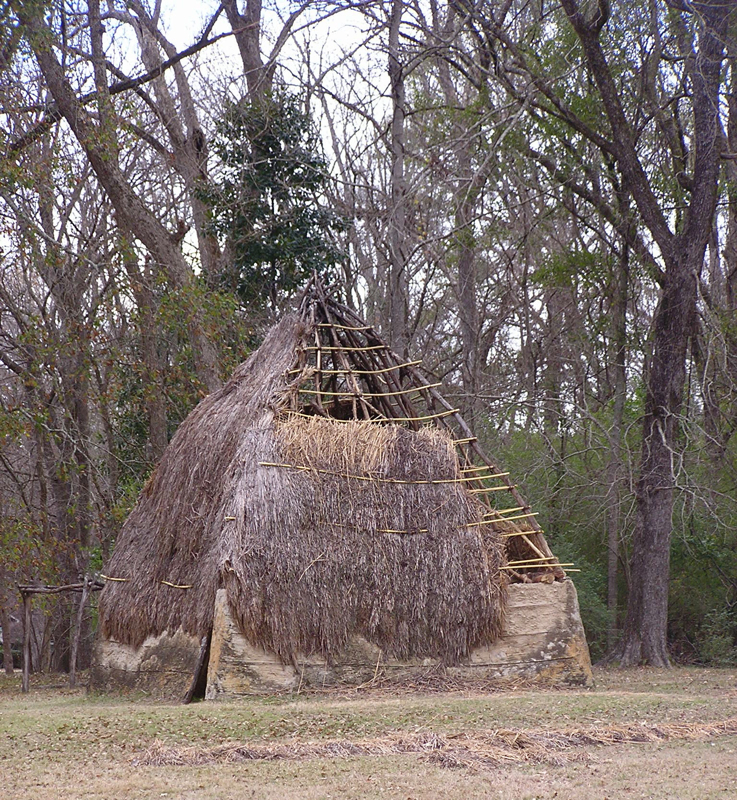
密西西比州亚当斯县纳奇兹大村庄传统纳奇兹住宅的现代重建

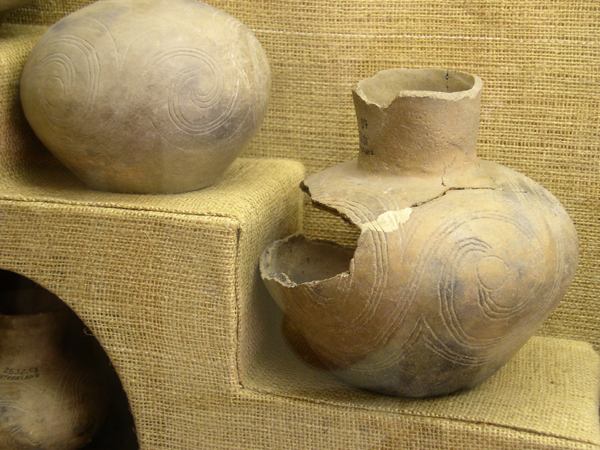
来自纳奇兹大村庄历史遗迹的密西西比文化陶器

17世纪后期，法国人探索了密西西比河下游。他们与纳奇兹人最早的相遇情况复杂。1682年勒內-羅貝爾·卡弗利耶·德·拉薩勒带领着一支探险队沿密西西比河而下。纳奇兹人友好地接待了这支队伍。但当法国人返回密西西比河上游时，他们遇到了由大约1500名纳奇兹战士组成的的敌对部队并匆匆离开。在1690年代法国再次到来时，纳奇兹人表现得热情友好。1700年，当伊贝维尔（Pierre Le Moyne d'Iberville）拜访纳奇兹人时，他接受了为期三天的和平仪式，其中包括吸一种仪式用的烟斗和一场宴会。 
1698年，来自（法属）加拿大的法国天主教传教士开始在纳奇兹人部落中定居。法国殖民者于1699年和1702年在墨西哥湾沿岸建立了比洛克西和莫比尔。早期的法国路易斯安那州由伊贝维尔和他的兄弟Jean-Baptiste Le Moyne、Sieur de Bienville等人统治。兄弟几人在法国与纳奇兹的关系中都发挥了重要作用。 
法国资料显示，在18世纪初期，纳奇兹人有6到9个村庄，人口大约在4000至6000，并有能力召集1500名战士。 圣卡特琳河下游地区有三个村区，分别称为西乌、弗洛尔和纳奇兹大村庄。其他三个村落位于东北部，沿圣卡特琳河上游和仙童河上游，被称为白苹果（或白土）、格里格拉和詹泽纳克（或山核桃）。 历史学家小詹姆斯·巴内特 (James Barnett, Jr.) 认为这种分散的领导结构是在后流行病年代发展起来的。它使纳奇兹人能够与欧洲各国定居者保持友好的外交关系，但最终导致了纳奇兹社会更深层次的内部分歧。
纳奇兹酋长被称为太阳，最高酋长被称为大太阳（纳奇兹语： uwahšiL li∙kip ）。当法国人到达时，纳奇兹人由大太阳和他的兄弟纹身蛇统治，这两个职位都是世袭的。大太阳对民政拥有至高无上的权威，而纹身蛇则负责监管战争与和平，以及与其他国家的外交等政治问题。两人都住在纳奇兹大村庄。其他小酋长大多来自太阳王室，掌管其他纳奇兹村庄。 

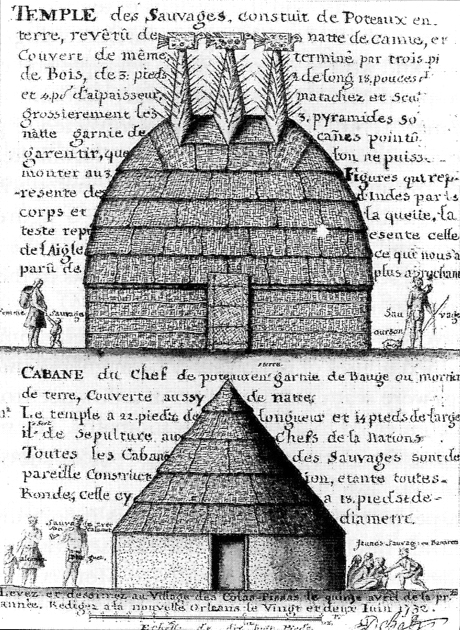
C土丘上的纳奇兹大神殿和太阳酋长小屋，由亚历山大·德·巴茨 (Alexandre de Batz) 在 1730 年代绘制

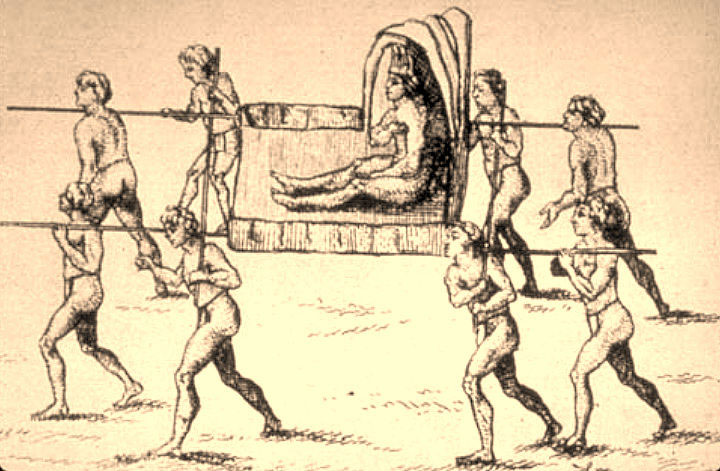
Antoine-Simon Le Page du Pratz 1758年的一幅画中“伟大的太阳，纳奇兹人民的至高无上的首领”

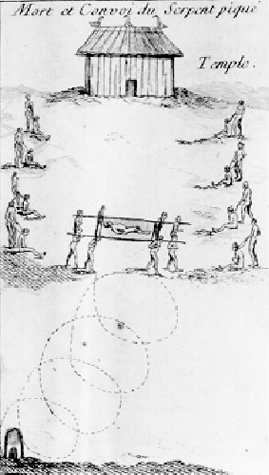
1725年纹身蛇的葬礼队伍，随从等待被献祭，来自Antoine-Simon Le Page du Pratz的画作

纳奇兹人在太阳王室死后进行仪式性的人祭。当一个男性太阳王室成员死亡时，他的妻子被期望通过仪式性自杀来陪伴他。这种牺牲被与至高荣誉联系起来，有时许多纳奇兹人选择跟随一位太阳王族走向死亡。例如，在纹身蛇于 1725 年去世时，他的两个妻子、一个姐妹（法国人将其称为光荣者），他的第一个战士，他的医生，他的仆人领班及其妻子，他的护士，以及一个战争社团的工匠，都选择为他陪葬。 
母亲有时会在这种仪式中牺牲婴儿，这是一种赋予母亲荣誉和特殊地位的行为。选择仪式自杀的成年人的亲属同样受到尊重，地位也得到提升。 在酋长死后进行仪式性自杀和杀婴的做法也存在与生活在密西西比河下游的其他美洲原住民中，例如泰恩萨人。 
在17世纪末和18世纪初，现今美国东南部的法国殖民者与生活在卡罗来纳殖民地的人们发起了一场权力斗争。卡罗来纳州的商人在美国东南部的原住民中建立了一个庞大的贸易网络。1700年，它已经向西延伸到密西西比河。居住在纳奇兹部落北部的奇克索部落经常受到卡罗来纳州商人的来访，这成为了他们获取枪支和酒精的途径。与卡罗来纳商人进行的最有利可图的交易之一涉及美洲原住民奴隶的交易。几十年来，奇克索人在美国东南部的广大地区抢劫奴隶，并常有纳奇兹和亚祖战士作为盟军加入。这些突袭队长途跋涉，从敌对部落中俘虏奴隶。在一个1713年的例子中，奇克索、纳奇兹和 亚祖突袭者组成的小队袭击了居住在密西西比河河口附近的乔瓦查斯部落。 乔瓦查斯的大酋长被杀；他的妻子和另外十个人被带到卡罗来纳被卖为奴隶。 
尽管卡罗莱纳商人已经在美国东南部经营了几十年，但法国商人在他们到达的几年内迅速在整个地区建立了经济网络。该地区的大多数印第安部落都试图与尽可能多的欧洲人保持贸易联系，鼓励竞争和降低价格。1710年代，纳奇兹人与法国人已有密切贸易往来，用毛皮换取枪支、毯子、酒精和其他用品。尽管如此，纳奇兹人仍对所有欧洲商人开放市场。欧洲殖民化步伐的加快导致纳奇兹社会内部的紧张局势恶化。以纳奇兹大村庄为首，包括面粉村和提乌村的几个村庄公开支持法国人。其他村庄，包括白苹果、詹泽纳克和格里格拉等，与法国人保持距离，并考虑在其他地方寻求结盟的可能性。住在纳奇兹大村庄的大太阳和纹身蛇等领袖对法国人比较友好。当纳奇兹人和法国人之间爆发暴力时，白苹果村通常是紧张局势的主要来源，就像纳奇兹起义一样。 
法国殖民当局经常将纳奇兹人描述为由大太阳和纹身蛇以绝对、专制的权威统治。两个对立派系的存在是众所周知的并且有文献记载。大太阳和纹身蛇一再指出他们难以控制敌对的纳奇兹人。白苹果村很可能至少是半独立的。大太阳和纹身蛇家族对边远村庄的控制在1720年代后期两人去世后被削弱了。他们理论上是纳奇兹的最高酋长，但白苹果的酋长成为了最年长的太阳氏族酋长，并且比大太阳拥有更大的政治影响力。法国人继续认为大太阳对所有纳奇兹村庄的行为负责。他们与纳奇兹人打交道时始终坚持纳奇兹人是一个内部统一的民族，由其首都纳奇兹大村庄统治。 
在1710和1720年代，法国在纳奇兹地区的定居点从少数商人和传教士增长到数百名定居者（大约400名法国殖民者和200名非洲奴隶）。 他们种植了几个大型烟草种植园，并在罗莎莉堡设有军事哨所。法国殖民者经常与纳奇兹妇女通婚。 起初，纳奇兹人欢迎法国定居者并分配给他们土地，尽管历史学家注意到他们不与法国人的土地所有权概念很可能大不相同。 